# Sepulcro del obispo Luis de Acuña

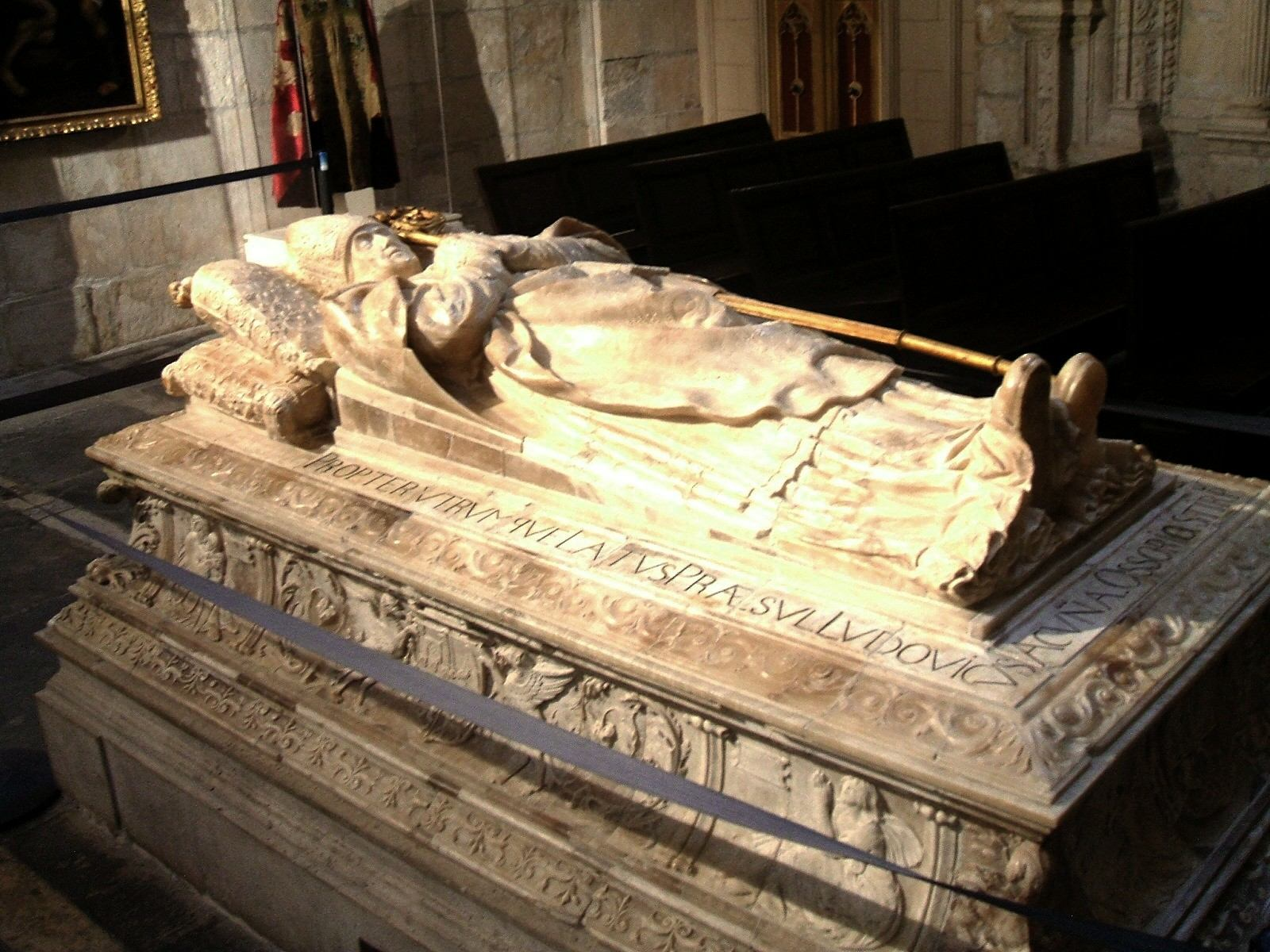
Sepulcro del obispo Luis de Acuña y Osorio en la catedral de Burgos.

El sepulcro del obispo Luis de Acuña es un monumento funerario de estilo renacimiento realizado por Diego de Siloé en 1519, y que se encuentra en la Capilla de Santa Ana (también llamada de La Concepción) de la Catedral de Burgos (España).

## Historia
Esta capilla fue mandada ejecutar por el obispo Luis de Acuña y Osorio, con la intención de que le sirviera de lugar de enterramiento; las obras duraron de 1477 a 1488 y fueron dirigidas por el arquitecto Juan de Colonia 
y su hijo Simón de Colonia. 
Se encuentra en el centro de la planta de la capilla el sepulcro exento del fundador, fallecido en 1495, aunque a Diego de Siloé se le hizo el encargo el año 1519, al regreso de un viaje de formación por Italia. En este viaje debió de ver el monumento funerario del papa Sixto IV, ya que se nota una gran influencia y aproximación con en el tipo de sepulcro del papa en Roma.

## Descripción
Realizada en alabastro, su composición está formada con claras líneas horizontales y con forma de lápida en la cama mortuoria, tal como en su testamento había dejado dicho el obispo:

E porque no se si Nuestro Señor me dejará hacer mi sepultura, porque estas cosas más son viento del mismo que provecho del ánimo, mando que no hagan sino una piedra en que esté figurado mi bulto, e sea tan alto como un palmo y no más, e esto porque cuando salieren sobre mi huesa sepan do está mi cuerpo.

 El autor no siguió fielmente estas indicaciones,  pero sí es cierto que no es un monumento con mucha grandiosidad en cuanto a altura se refiere.
Cada lado de la urna tiene en su centro un emblema heráldico sostenido por grifos alados  y en ambos lados de estos escudos, también en relieve, unas figuras femeninas sedentes con una pequeña cartela sin ninguna inscripción. Representan estas imágenes las alegorías de las siete virtudes y la octava, realizada para cumplir con la composición de un par de figuras por lado, se cree que es una sibila. En las cuatro esquinas se encuentran talladas unas hojas de acanto rematadas con volutas en su parte superior y en garra de león por debajo. Esta ornamentación fue usada por Antonio Pollaiuolo en el sepulcro de Sixto IV y el primero que lo utilizó en España junto con este tipo de cama sepulcral, fue Domenico Fancelli que además transformó este ornato en grifos en el sarcófago del príncipe Juan en la iglesia de Santo Tomás (Ávila).

Sobre el lecho, descansa la figura yacente plenamente realista del obispo con vestiduras pontificales, mitra en la cabeza, que está apoyada sobre dos almohadones con delicados adornos grabados y báculo en su mano. La figura del obispo está rodeada por una inscripción: